# Notomulciber basimaculatus
Notomulciber basimaculatus là một loài bọ cánh cứng trong họ Cerambycidae.